# Trunchinus laosensis
Trunchinus laosensis är en insektsart som beskrevs av Zhang, Webb och Wei 2007. Trunchinus laosensis ingår i släktet Trunchinus och familjen dvärgstritar. Inga underarter finns listade i Catalogue of Life.